# Бойд, Джо

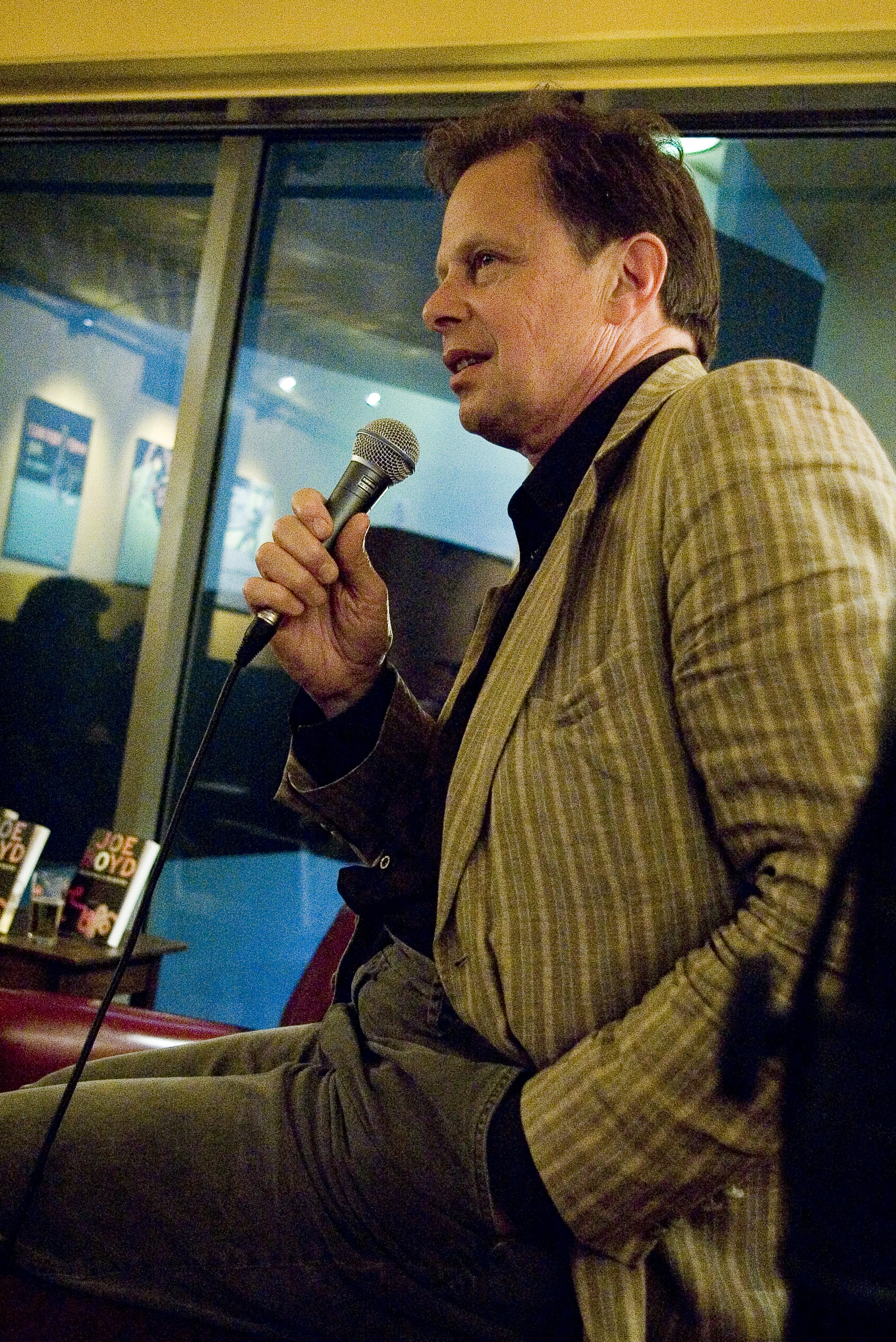

Джо Бойд (англ. Joe Boyd; 5 августа 1942, Бостон, штат Массачусетс) — американский продюсер и бывший владелец компании Witchseason. Бойд сыграл важную роль в продвижении карьеры Ника Дрейка, Fairport Convention и The Incredible String Band.

## Карьера
Бойд родился в Бостоне, штате Массачусетс и вырос в Принстоне, Нью-Джерси. Он посещал Помфрет Скул в Помфрете, штат Коннектикут. Джо Бойд впервые стал продвигать блюзовых артистов во время учёбы в Гарвардском университете, а в 1964 году совершил свой первый визит в Великобританию, и вернувшись на следующий год создал там заокеанский офис Elektra Records. В итоге он поселился в Лондоне.
Большую известность ему принесла его работа с британскими фолк и фолк-рок артистами, в том числе его работа с The Incredible String Band, Мартином Карти, Ником Дрейком, Джоном Мартином, Fairport Convention и Ричардом Томпсоном. Некоторые из них были спродюсированы его компанией Witchseason. Он также стал одним из основателей
Лондонского клуба «UFO» и работал с Pink Floyd (с которыми он записал их первый сингл  Arnold Layne) и Soft Machine.
В семидесятые годы Бойд вернулся в Штаты, для монтажа одноименного документального фильма про Джимми Хендрикса (1973) и продюсирования записей Кейт и Анны Макгерригл и других исполнителей. Он основал свой собственный лейбл Hannibal (ныне часть Rykodisc), на котором были выпущены записи Ричарда Томпсона и много различных дисков этнической музыки. Бойд также спродюсировал третий альбом группы REM Fables of the Reconstruction (1985), а также записи Билли Брэгга и 10,000 Maniacs.
Джо Бойд выполнял роль исполнительного продюсера в художественном фильме Скандал, при участии Джона Хёрта и Бриджит Фонда в главных ролях.
Он покинул Hannibal/Ryko в 2001 году и написал книгу о создании музыки 1960-х годов под названием «White Bicycles — Making Music in the 1960s», опубликованную в мае 2006 года издательством Serpent’s Tail в Великобритании.
Бойд также был судьей на 7-й вручении ежегодной Независимой Музыкальной Премии (The Independent Music Awards).